# 우기섭
우기섭(禹奇燮, 1949년 2월 9일 ~ )은 탈북 청소년 대안학교 '여명학교' 설립에 참여하여 초대 교장을 역임한 교육인이자, 대한민국 IT업계 기업인이다. 본관은 단양 우씨 정평공파(丹陽禹氏 靖平公派)이며 출생지는 서울이다. 교육자 집안출신으로 부친은 서울 일신초등학교 보관됨 2017-12-29 - 웨이백 머신 교장을 거쳐 서울 삼선초등학교 보관됨 2017-12-29 - 웨이백 머신 제1대 교장을 지내셨다.    

## 경력
- 2004년  6월 ~ 2012년  2월 탈북 청소년 대안학교 여명학교 초대교장
- 1994년 11월 ~ 2003년  6월 맥스터 코리아 대표이사
- 1994년 10월 ~ 1987년 10월 인텔 코리아 세일즈&마케팅 초대 겸임이사
- 1982년  7월 ~ 1987년  9월 모토로라 코리아. 세일즈&마케팅 부장
- 1968년  8월 ~ 1978년 10월 페어차일드 반도체 코리아 엔지니어 팀장

## 수상
- 2012년  9월 5일  제 23회 재단법인 고운문화재단 주관, 한국일보 후원 '고운문화상(고운봉사상)' 수상 외